# Ahrdt
Ahrdt ist ein Ortsteil der Gemeinde Hohenahr im mittelhessischen Lahn-Dill-Kreis.

## Geographie
Ahrdt liegt im Gladenbacher Bergland im Ahrbachtal direkt an der Aartalsperre und hat etwa 220 Einwohner. Am Ortsrand verläuft die Landesstraße L 3053. Direkt in Ortsnähe gibt es eine Wacholderheide.

## Geschichte
Im Jahre 1241 wird das Dorf erstmals urkundlich erwähnt. Das Dorf gehörte 1939 zum Landkreis Wetzlar und hatte 104 Einwohner. 
Im Zuge der Gebietsreform in Hessen schloss sich die bis dahin selbstständige Gemeinde Ahrdt am 1. April 1972 auf freiwilliger Basis mit den Gemeinden Erda und Hohensolms zur neugegründeten Gemeinde Hohenahr zusammen. Für Ahrdt wurde wie für die übrigen Ortsteile ein Ortsbezirk mit Ortsbeirat und Gemeindevorsteher errichtet. Sitz der Gemeindeverwaltung wurde der Ortsteil Erda.

### Verwaltungsgeschichte im Überblick
Die folgende Liste zeigt die Staaten und Verwaltungseinheiten, denen Ahrdt angehört(e):
- vor 1351: Heiliges Römisches Reich, Haus Solms (Gemeinsamer Besitz der Linien Solms-Braunfels, Solms-Burgsolms und Solms-Königsberg)
- ab 1351: Heiliges Römisches Reich, Grafschaften Solms-Braunfels, Solms-Burgsolms und Landgrafschaft Hessen
- ab 1415: Heiliges Römisches Reich, Grafschaft Solms-Braunfels und Landgrafschaft Hessen, Gemeinschaftliches Amt Hohensolms und Königsberg
- ab 1432: Heiliges Römisches Reich, Grafschaft Solms-Lich in verschiedenen Teilungskonstellationen und Landgrafschaft Hessen, Gemeinschaftliches Amt Hohensolms und Königsberg
- 1567–1604: Heiliges Römisches Reich, Grafschaft Solms-Lich in verschiedenen Teilungskonstellationen und Landgrafschaft Hessen-Marburg, Gemeinschaftliches Amt Hohensolms und Königsberg[7]
- 1604–1648: hessischer Anteil strittig zwischen Landgrafschaft Hessen-Darmstadt und Landgrafschaft Hessen-Kassel (Hessenkrieg)
- ab 1604: Heiliges Römisches Reich, Landgrafschaft Hessen(-Darmstadt) (4/8), Grafschaften Solms-Hohensolms (3/8) und Solms-Lich (1/8), Gemeinschaftsamt Hohensolms und Königsberg
- ab 1629: Heiliges Römisches Reich, Grafschaft Solms-Hohensolms (3/4) und Grafschaft Solms-Lich (1/4), Amt Hohensolms[8]
- ab 1718: Heiliges Römisches Reich,  Grafschaft Solms-Hohensolms-Lich, Amt Hohensolms
- ab 1792: Heiliges Römisches Reich, Fürstentum Solms-Hohensolms-Lich, Amt Hohensolms
- ab 1806: Herzogtum Nassau,[Anm. 2] Amt Hohensolms
- ab 1816: Königreich Preußen,[Anm. 3] Provinz Großherzogtum Niederrhein, Regierungsbezirk Koblenz, Kreis Braunfels, Amtsbürgermeisterei Hohensolms[Anm. 4]
- ab 1822: Königreich Preußen, Rheinprovinz, Regierungsbezirk Koblenz, Kreis Wetzlar, Amtsbürgermeisterei Hohensolms[Anm. 5]
- ab 1871: Deutsches Reich, Königreich Preußen, Rheinprovinz, Regierungsbezirk Koblenz, Kreis Wetzlar, Amtsbürgermeisterei Hohensolms
- ab 1918: Deutsches Reich, Freistaat Preußen, Rheinprovinz, Regierungsbezirk Koblenz, Kreis Wetzlar, Amtsbürgermeisterei Hohensolms
- ab 1932: Deutsches Reich, Freistaat Preußen, Provinz Hessen-Nassau, Regierungsbezirk Wiesbaden, Kreis Wetzlar
- ab 1944: Deutsches Reich, Freistaat Preußen, Provinz Nassau, Kreis Wetzlar
- ab 1945: Deutsches Reich, Amerikanische Besatzungszone, Groß-Hessen, Regierungsbezirk Wiesbaden, Kreis Wetzlar
- ab 1946: Deutsches Reich, Amerikanische Besatzungszone, Hessen, Regierungsbezirk Wiesbaden, Kreis Wetzlar
- ab 1949: Bundesrepublik Deutschland, Hessen, Regierungsbezirk Wiesbaden, Kreis Wetzlar
- ab 1968: Bundesrepublik Deutschland, Hessen, Regierungsbezirk Darmstadt, Kreis Wetzlar
- ab 1977: Bundesrepublik Deutschland, Hessen, Regierungsbezirk Darmstadt, Lahn-Dill-Kreis
- ab 1981: Bundesrepublik Deutschland, Hessen, Regierungsbezirk Gießen, Lahn-Dill-Kreis

## Bevölkerung

### Einwohnerstruktur 2011
Nach den Erhebungen des Zensus 2011 lebten am Stichtag dem 9. Mai 2011 in Ahrdt 213 Einwohner. Darunter waren 3 (1,4 %) Ausländer. Nach dem Lebensalter waren 33 Einwohner unter 18 Jahren, 96 zwischen 18 und 49, 54 zwischen 50 und 64 und 33 Einwohner waren älter. Die Einwohner lebten in 99 Haushalten. Davon waren 27 Singlehaushalte, 33 Paare ohne Kinder und 30 Paare mit Kindern, sowie 9 Alleinerziehende und 3 Wohngemeinschaften. In 15 Haushalten lebten ausschließlich Senioren/-innen und in 72 Haushaltungen lebten keine Senioren/-innen.

### Einwohnerentwicklung
| Ahrdt: Einwohnerzahlen von 1834 bis 2018 | Ahrdt: Einwohnerzahlen von 1834 bis 2018 | Ahrdt: Einwohnerzahlen von 1834 bis 2018 | Ahrdt: Einwohnerzahlen von 1834 bis 2018 | Ahrdt: Einwohnerzahlen von 1834 bis 2018 |
| --- | ---------------------------------------- | ---------------------------------------- | ---------------------------------------- | ---------------------------------------- |
| Jahr |                                          |                                          |                                          | Einwohner                                |
| 1834 | 1834                                     |                                          | 76                                       | 76                                       |
| 1840 | 1840                                     |                                          | 84                                       | 84                                       |
| 1846 | 1846                                     |                                          | 85                                       | 85                                       |
| 1852 | 1852                                     |                                          | 101                                      | 101                                      |
| 1858 | 1858                                     |                                          | 94                                       | 94                                       |
| 1864 | 1864                                     |                                          | 96                                       | 96                                       |
| 1871 | 1871                                     |                                          | 90                                       | 90                                       |
| 1875 | 1875                                     |                                          | 96                                       | 96                                       |
| 1885 | 1885                                     |                                          | 94                                       | 94                                       |
| 1895 | 1895                                     |                                          | 106                                      | 106                                      |
| 1905 | 1905                                     |                                          | 93                                       | 93                                       |
| 1910 | 1910                                     |                                          | 97                                       | 97                                       |
| 1925 | 1925                                     |                                          | 120                                      | 120                                      |
| 1939 | 1939                                     |                                          | 104                                      | 104                                      |
| 1946 | 1946                                     |                                          | 151                                      | 151                                      |
| 1950 | 1950                                     |                                          | 137                                      | 137                                      |
| 1956 | 1956                                     |                                          | 134                                      | 134                                      |
| 1961 | 1961                                     |                                          | 121                                      | 121                                      |
| 1967 | 1967                                     |                                          | 130                                      | 130                                      |
| 1970 | 1970                                     |                                          | 154                                      | 154                                      |
| 1980 | 1980                                     |                                          | ?                                        | ?                                        |
| 1990 | 1990                                     |                                          | ?                                        | ?                                        |
| 2004 | 2004                                     |                                          | 245                                      | 245                                      |
| 2011 | 2011                                     |                                          | 213                                      | 213                                      |
| 2013 | 2013                                     |                                          | 221                                      | 221                                      |
| 2018 | 2018                                     |                                          | 217                                      | 217                                      |
| Datenquelle: Historisches Gemeindeverzeichnis für Hessen: Die Bevölkerung der Gemeinden 1834 bis 1967. Wiesbaden: Hessisches Statistisches Landesamt, 1968. Weitere Quellen: LAGIS; nach 1970: Gemeinde Hohenahr:; Zensus 2011 |                                          |                                          |                                          |                                          |

### Historische Religionszugehörigkeit
| • 1834: | 076 evangelische (= 100 %) Einwohner                             |
| • 1961: | 118 evangelische (= 97,52 %), 3 katholische (= 2,48 %) Einwohner |

## Kulturdenkmäler
siehe Liste der Kulturdenkmäler in Ahrdt